# Call of Duty: Ghosts
Call of Duty: Ghosts este un joc de tipul first-person shooter publicat de Activision în anul 2013  și este al zecelea joc din seria Call of Duty. A fost lansat pe data de 5 noiembrie 2013 pentru Microsoft Windows, Sony Playstation 3, Xbox 360 și Wii U și pe consolele next gen (Xbox : One și Playstation 4) odată cu lansarea acestora.

### Personaje
Personajul principal este Logan Walker, fiul militarului Elias Walker. De-a lungul poveștii, Logan este însoțit în principal de fratele său, Hesh și de ciobănescul german, Riley. Antagonistul poveștii este Gabriel Rorke, un fost coleg al căpitanului Elias Walker. Alte personaje importante care apar în poveste sunt: Keegan Russ, Thomas Merrick și Alex Johnson (poreclit Ajax).

### Povestea
În 2017, ofițerul armatei americane, Elias Walker, le povestește celor doi fii ai săi cum s-a înfiițat o divizie de elită a trupelor speciale americane, denumită "Ghosts".Între timp,în spațiu, o grupare numită Federația Americilor (Federation of the Americas) deturnează Orbital Defense Initiative (ODIN), o superarmă ce constă într-o rețea de sateliți ce folosesc bombardamentul kinetic.Federația folosește arma pentru a distruge multiple orașe din sudul Statelor Unite.Astronauții din divizia aeriana americană, Baker și Mosley se sacrifică pe ei însuși pentru a distruge stația spațială din care fac parte și pentru a opri ODIN din a mai lansa și alte proiectile asupra țării.Familia Walker scapă cu greu distrugerii orașului lor, San Diego.
Zece ani mai târziu, războiul dintre Statele Unite și Federație a fost un impas sângeros de-a lungul unui front care cuprinde orașele distruse (cunoscute sub numele de „No Man's Land” -Țara Nimănui), care a devenit un război de uzură pe măsură ce mai multe forțe ale Federației încearcă să rupă primele linii ale frontului. Cu toate acestea, SUA se menține în lupta pe teren, luptând în apropierea fostei granițe dintre Statele Unite și Mexic.Hesh și Logan fac parte dintr-o unitate specială a pușcașilor marini americani sub comanda lui Elias și sunt însoțiți de Riley, ciobanescul lor german loial, antrenat militar. În timpul unei misiuni în Țara Nimănui, ei îl interceptează pe agentul Federației Gabriel Rorke interogând un membru al diviziei Ghost, Ajax. Frații se întâlnesc și se alătură membrilor Ghost Thomas Merrick și Keegan Russ în încercarea de a-l salva pe Ajax, dar acesta este în stare gravă atunci când cei 4 îl găsesc și moare din cauza rănilor la scurt timp după.

Frații se întorc în Santa Monica, California, unde forțele americane rezistă unui atac al Federației și se reunesc cu tatăl lor, care se dezvăluie drept liderul Ghosts. Recrutându-și fiii în Ghosts, Elias îi informează despre cum Rorke a fost fostul ofițer de comandă al Ghosts, până când Elias a fost forțat să-l abandoneze în timpul unei misiuni de succes în Caracas pentru a asasina un fost lider al Federației. Federația l-a capturat și i-a spălat creierul lui Rorke, iar acum îl folosește pentru a vâna membrii Ghosts.

Divizia Ghosts atacă baza lui Rorke și îl capturează, dar forțele Federației le distrug avionul și îl salvează. Echipa aterizează în Peninsula Yucatán, unde asista la lansarea unei rachete misterioase a Federației. Membrii Ghosts se infiltrează într-o bază a Federației și descoperă planuri pentru a crea o nouă super-armă. Construind un contraatac,Ghosts  obțin câștiguri semnificative împotriva Federației prin distrugerea platformei petroliere Atlas din Antarctica și scufundând un distrugător care păzește o fabrică a Federației în portul Rio de Janeiro. Echipa intră apoi în fabrică și descoperă că Federația a modificat ODIN în propriul lor sistem de bombardament orbital numit LOKI.
După ce au distrus fabrica, membrii se regrupează într-un refugiu din Las Vegas, dar sunt capturați de Rorke, care îl execută pe Elias. Într-un ultim efort, marina S.U.A își reunește toate forțele rămase, inclusiv ultimul său portavion,USS Liberator, într-un asalt sincronizat total. Hesh și Logan lansează o rachetă pentru a distruge centrul spațial al Federației din deșertul Atacama, în timp ce forțele din US Space Force preiau stația spațială a Federației. Ei preiau controlul asupra LOKI și decimează forțele Federației întorcându-și armele asupra lor. Hesh și Logan nu se supun ordinelor lui Merrick și îl urmăresc pe Rorke pentru a-și răzbuna tatăl. În ciuda faptului că a fost împușcat de Logan și lăsat să se înece, Rorke supraviețuiește și îl capturează pe Logan, dorind să-i spele creierul pentru a deveni un agent al Federației.
Într-o scenă ce apare după creditele jocului, Logan este văzut într-o groapă închisă în junglă, trecând probabil prin aceleași metode de tortură ca și Rorke.